# Persone di nome Kim
| Questa pagina contiene informazioni ricavate automaticamente dalle voci biografiche con l'ausilio del template Bio e di un bot. L'aggiornamento è periodico e automatico e ricostruisce completamente la pagina. Se manca una persona in questa lista, sei pregato di non aggiungerla, ma accertati piuttosto che la sua voce biografica contenga il template Bio e che i dati anagrafici siano correttamente compilati. Se il template Bio manca, inseriscilo tu stesso o, in alternativa, metti l'avviso {{tmp\|Bio}} che ne segnala la mancanza. Se i dati riportati sono sbagliati, correggi direttamente la voce biografica; le modifiche saranno visibili in questa lista entro pochi giorni. Per chiarimenti vedi il progetto antroponimi. La lista contiene solo le 172 persone che sono citate nell'enciclopedia e per le quali è stato implementato correttamente il template Bio. Pagina aggiornata al 16 ott 2024. |

Questa è una lista di persone presenti nell'enciclopedia che hanno il prenome Kim, suddivise per attività principale.

## Agenti segreti(1)
- Kim Philby, agente segreto britannico (Ambala, n. 1912 - Mosca, † 1988)

## Allenatori di calcio(7)
- Kim Bergstrand, allenatore di calcio e ex calciatore svedese (Täby, n. 1968)
- Kim Brink, allenatore di calcio danese (n. 1958)
- Kim Christensen, allenatore di calcio e ex calciatore danese (Frederiksværk, n. 1980)
- Kim Hak-bum, allenatore di calcio e ex calciatore sudcoreano (Gangneung, n. 1960)
- Kim Hellberg, allenatore di calcio e ex calciatore svedese (Norrköping, n. 1988)
- Kim Poulsen, allenatore di calcio e dirigente sportivo danese (n. 1959)
- Kim Vilfort, allenatore di calcio e ex calciatore danese (Copenaghen, n. 1962)

## Allenatori di hockey su ghiaccio(1)
- Kim Gellert, allenatore di hockey su ghiaccio e ex hockeista su ghiaccio canadese (Schreiber, n. 1954)

## Allenatori di pallacanestro(1)
- Kim Hughes, allenatore di pallacanestro e ex cestista statunitense (Freeport, n. 1952)

## Allenatrici di calcio(1)
- Kim Kulig, allenatrice di calcio e ex calciatrice tedesca (Herrenberg, n. 1990)

## Animatori(1)
- Kim Deitch, animatore, disegnatore e fumettista statunitense (Los Angeles, n. 1944)

## Arbitri di calcio(1)
- Kim Milton Nielsen, ex arbitro di calcio danese (Copenaghen, n. 1960)

## Arcieri(1)
- Kim Je-deok, arciere sudcoreano (n. 2004)

## Armonicisti(1)
- Kim Wilson, armonicista e cantante statunitense (Detroit, n. 1951)

## Atleti paralimpici(1)
- Kim López González, atleta paralimpico spagnolo (Valencia, n. 1989)

## Attiviste(1)
- Kim Jong-suk, attivista e politica nordcoreana (Hoeryong, n. 1917 - Pyongyang, † 1949)

## Attori(6)
- Kim Bodnia, attore danese (Copenaghen, n. 1965)
- Kim Chan, attore cinese (Guangdong, n. 1917 - New York, † 2008)
- Kim Coates, attore canadese (Saskatoon, n. 1958)
- Kim Kold, attore e ex calciatore danese (Copenaghen, n. 1965)
- Kim Peacock, attore britannico (Watford, n. 1901 - Emsworth, † 1966)
- Kim Rossi Stuart, attore e regista italiano (Roma, n. 1969)

## Attrici(16)
- Kim Cattrall, attrice britannica (Widnes, n. 1956)
- Kim Chiu, attrice e cantante filippina (Tacloban City, n. 1990)
- Kim Coles, attrice statunitense (Brooklyn, n. 1962)
- Kim Criswell, attrice e cantante statunitense (Hampton, n. 1957)
- Kim Crosby, attrice e soprano statunitense (Fort Smith, n. 1960)
- Kim Darby, attrice e ex ballerina statunitense (Los Angeles, n. 1947)
- Kim Delaney, attrice, produttrice televisiva e ex modella statunitense (Filadelfia, n. 1961)
- Kim Director, attrice statunitense (Pittsburgh, n. 1974)
- Kim Fields, attrice statunitense (New York, n. 1969)
- Kim Novak, attrice statunitense (Chicago, n. 1933)
- Kim Or Azulay, attrice e conduttrice televisiva israeliana (Rishon LeZion, n. 2002)
- Kim Schraner, attrice canadese (Toronto, n. 1976)
- Kim Shaw, attrice canadese (Windsor, n. 1984)
- Kim Stanley, attrice statunitense (Tularosa, n. 1925 - Santa Fe, † 2001)
- Kim Zimmer, attrice statunitense (Grand Rapids, n. 1955)
- Kim van Kooten, attrice e sceneggiatrice olandese (Purmerend, n. 1974)

## Autori di giochi(1)
- Kim Mohan, autore di giochi e curatore editoriale statunitense (Chicago, n. 1949 - † 2022)

## Bassi-baritoni(1)
- Kim Borg, basso-baritono e compositore finlandese (Helsinki, n. 1919 - Humlebæk, † 2000)

## Bobbiste(1)
- Kim Kalicki, bobbista tedesca (n. 1997)

## Calciatori(14)
- Kim Aabech, calciatore danese (Birkholm, n. 1983)
- Kim Bentsen, calciatore norvegese (Ulefoss, n. 1987)
- Kim Chanbunrith, ex calciatore cambogiano (n. 1979)
- Kim Christensen, ex calciatore danese (Hvidovre, n. 1979)
- Kim Christofte, ex calciatore danese (Copenaghen, n. 1960)
- Kim Deinoff, ex calciatore norvegese (Oslo, n. 1976)
- Kim Holmen, calciatore norvegese (Vestli, n. 1982)
- Kim Jaggy, ex calciatore svizzero (Varen, n. 1982)
- Kim Källström, ex calciatore svedese (Sandviken, n. 1982)
- Kim Larsen, ex calciatore norvegese (Oslo, n. 1976)
- Kim André Madsen, calciatore norvegese (Oslo, n. 1989)
- Kim Ojo, ex calciatore nigeriano (Jos, n. 1988)
- Kim Sung-Gan, calciatore giapponese (Pyongyang, n. 1912 - † 1984)
- Kim Suominen, calciatore finlandese (Turku, n. 1969 - Turku, † 2021)

## Calciatrici(3)
- Kim Dolstra, calciatrice olandese (Amsterdam, n. 1988)
- Kim Little, calciatrice scozzese (Aberdeen, n. 1990)
- Kim Nye, ex calciatrice e allenatrice di calcio neozelandese (n. 1961)

## Canoisti(1)
- Kim Wraae Knudsen, canoista danese (n. 1977)

## Cantanti(15)
- Kim Arena, cantante italiano (Catania, n. 1948 - Milano, † 2004)
- Kim Carnes, cantante statunitense (Los Angeles, n. 1945)
- King Diamond, cantante danese (Hvidovre, n. 1956)
- Kim English, cantante statunitense (Chicago, n. 1970 - Chicago, † 2019)
- Kim Floor, cantante e attore finlandese (Porvoo, n. 1948)
- Kim Fowley, cantante, musicista e produttore discografico statunitense (Los Angeles, n. 1939 - West Hollywood, † 2015)
- Kim Frank, cantante, attore e regista tedesco (Flensburg, n. 1982)
- Kim Hill, cantante statunitense (Starkville, n. 1963)
- Kim Lukas, cantante britannica (Surrey, n. 1977)
- Tina Bride, cantante belga (Sint-Truiden, n. 1977)
- Kim Shattuck, cantante e chitarrista statunitense (Los Angeles, n. 1963 - Los Angeles, † 2019)
- Kim Stockwood, cantante canadese (St. John's, n. 1965)
- Kim Weston, cantante statunitense (Detroit, n. 1939)
- Kim Wilde, cantante e attrice britannica (Londra, n. 1960)
- Kim Yarbrough, cantante e attrice statunitense (Memphis, n. 1961)

## Cantautori(2)
- Kim Cesarion, cantautore svedese (Stoccolma, n. 1990)
- Kem, cantautore statunitense (Nashville, n. 1967)

## Cantautrici(2)
- Kim Appleby, cantautrice britannica (Stoke Newington, n. 1961)
- Kim Petras, cantautrice tedesca (Colonia, n. 1992)

## Cestiste(6)
- Kim Alexander, ex cestista statunitense
- Kim Bertholet, ex cestista canadese (Winnipeg, n. 1967)
- Kim De Vos, ex cestista belga (n. 1979)
- Kim Mestdagh, cestista belga (Ypres, n. 1990)
- Kim Perrot, cestista statunitense (Lafayette, n. 1967 - Houston, † 1999)
- Kim Wielens, ex cestista neozelandese (Geelong, n. 1977)

## Cestisti(4)
- Kim English, ex cestista e allenatore di pallacanestro statunitense (Baltimora, n. 1988)
- Kim Goetz, cestista statunitense (Moscow, n. 1957 - San Diego, † 2008)
- Kim Tillie, cestista francese (Cagnes-sur-Mer, n. 1988)
- Wong Kim Poh, cestista singaporiano (Kluang, n. 1934 - Simei, † 2013)

## Chitarristi(1)
- Kim Thayil, chitarrista statunitense (Seattle, n. 1960)

## Cicliste su strada(1)
- Kim de Baat, ciclista su strada olandese (Rotterdam, n. 1991)

## Ciclisti su strada(3)
- Kim Heiduk, ciclista su strada tedesco (Herrenberg, n. 2000)
- Kim Kirchen, ex ciclista su strada lussemburghese (Lussemburgo, n. 1978)
- Kim Magnusson, ex ciclista su strada svedese (Skövde, n. 1992)

## Climatologhe(1)
- Kim Cobb, climatologa statunitense (Madison, n. 1974)

## Compositori(2)
- Kim André Arnesen, compositore norvegese (Trondheim, n. 1980)
- Kim Cascone, compositore statunitense (Albion, n. 1955)

## Culturiste(1)
- Kim Chizevsky, culturista statunitense (Mattoon, n. 1968)

## Dirigenti sportivi(3)
- Kim Andersen, dirigente sportivo e ex ciclista su strada danese (Malling, n. 1958)
- Kim Andersen, dirigente sportivo danese (n. 1957)
- Kim Grant, dirigente sportivo, allenatore di calcio e ex calciatore ghanese (Sekondi-Takoradi, n. 1972)

## Egittologi(1)
- Kim Ryholt, egittologo danese

## Giavellottisti(1)
- Kim Amb, giavellottista svedese (Solna, n. 1990)

## Ginnaste(1)
- Kim Bui, ex ginnasta tedesca (Tubinga, n. 1989)

## Giocatori di calcio a 5(2)
- Kim André Brandtzæg, ex giocatore di calcio a 5 e calciatore norvegese (Angoulême, n. 1988)
- Kim Rune Ovesen, giocatore di calcio a 5 e calciatore norvegese (n. 1987)

## Giornalisti(1)
- Kim Newman, giornalista, critico cinematografico e scrittore inglese (Londra, n. 1959)

## Hockeiste su ghiaccio(2)
- Kim Martin, hockeista su ghiaccio svedese (Stoccolma, n. 1986)
- Kim St-Pierre, ex hockeista su ghiaccio canadese (Châteauguay, n. 1978)

## Hockeiste su prato(1)
- Kim Lammers, hockeista su prato olandese (Amsterdam, n. 1981)

## Hockeisti su ghiaccio(1)
- Kim Staal, hockeista su ghiaccio danese (Herlev, n. 1978)

## Imprenditori(1)
- Kim Dotcom, imprenditore e informatico tedesco (Kiel, n. 1974)

## Ingegneri(1)
- Kim Eric Drexler, ingegnere statunitense (Oakland, n. 1955)

## Judoka(2)
- Jin A Kim, judoka nordcoreana (n. 1996)
- Kim Polling, judoka olandese (Groninga, n. 1991)

## Kickboxer(1)
- Kim Khan Zaki, kickboxer e thaiboxer singaporiano (n. 1982)

## Modelle(7)
- Kim Alexis, supermodella statunitense (Lockport, n. 1960)
- Kim Ashfield, ex modella britannica (Buckley, n. 1958)
- Kim Edri, modella israeliana (Sderot, n. 1992)
- Kim Feenstra, modella e attrice olandese (Groningen, n. 1986)
- Kim Kötter, modella olandese (Losser, n. 1982)
- Kim McLagan, modella britannica (Leicester, n. 1948 - Bastrop, † 2006)
- Kim Noorda, modella olandese (Amsterdam, n. 1986)

## Musiciste(1)
- Kim Gordon, musicista, compositrice e artista statunitense (Rochester, n. 1953)

## Nuotatrici(1)
- Kim Busch, nuotatrice olandese (Dordrecht, n. 1998)

## Ostacolisti(1)
- Iong Kim Fai, ex ostacolista macaense (Macao, n. 1989)

## Pallamanisti(2)
- Kim Andersson, pallamanista svedese (Kävlinge, n. 1982)
- Kim Ekdahl du Rietz, ex pallamanista svedese (Lund, n. 1989)

## Pallavoliste(2)
- Kim Staelens, ex pallavolista belga (Kortrijk, n. 1982)
- Kim Willoughby, pallavolista statunitense (Houma, n. 1980)

## Pattinatrici di short track(1)
- Kim Boutin, pattinatrice di short track canadese (Sherbrooke, n. 1994)

## Pesisti(1)
- Kim Christensen, pesista danese (Arden, n. 1984)

## Piloti motociclistici(1)
- Kim Newcombe, pilota motociclistico neozelandese (Nelson, n. 1944 - Northampton, † 1973)

## Poeti(1)
- Kim Sowol, poeta coreano (Kusŏng, n. 1902 - † 1934)

## Politici(3)
- Kim Yong-ju, politico nordcoreano (Mangyongdae, n. 1920 - Pyongyang, † 2021)
- Kim Kielsen, politico groenlandese (Paamiut, n. 1966)
- Ieng Sary, politico, diplomatico e rivoluzionario cambogiano (Trà Vinh, n. 1925 - Phnom Penh, † 2013)

## Produttori cinematografici(1)
- Kim Magnusson, produttore cinematografico e attore danese (Charlottenlund, n. 1965)

## Produttori televisivi(1)
- Kim Manners, produttore televisivo, regista e attore statunitense (n. 1951 - Los Angeles, † 2009)

## Rapper(1)
- The Arabian Prince, rapper, produttore discografico e disc jockey statunitense (Compton, n. 1965)

## Registi(3)
- Kim Chapiron, regista e sceneggiatore francese (Parigi, n. 1980)
- Kim Hagen Jensen, regista cinematografico danese (n. 1967)
- Kim Nguyen, regista e sceneggiatore canadese (Montréal, n. 1974)

## Saltatori con gli sci(1)
- Kim René Elverum Sorsell, ex saltatore con gli sci norvegese (n. 1988)

## Sceneggiatori(2)
- Kim Fupz Aakeson, sceneggiatore danese (Copenaghen, n. 1958)
- Kim Henkel, sceneggiatore, produttore cinematografico e regista statunitense (n. 1946)

## Sciatori freestyle(1)
- Kim Ji-hyon, sciatore freestyle sudcoreano (n. 1995)

## Sciatrici alpine(2)
- Kim Marschel, sciatrice alpina tedesca (n. 2004)
- Kim Vanreusel, sciatrice alpina belga (Anversa, n. 1998)

## Sciatrici freestyle(1)
- Kim Lamarre, sciatrice freestyle canadese (Québec, n. 1988)

## Sciatrici nautiche(1)
- Kim Lumley, sciatrice nautica britannica

## Scrittori(1)
- Kim Leine, scrittore danese (Bø, n. 1961)

## Scrittori di fantascienza(1)
- Kim Stanley Robinson, scrittore di fantascienza statunitense (n. 1952)

## Scrittrici(2)
- Kim Edwards, scrittrice statunitense (Killeen, n. 1958)
- Kim Thúy, scrittrice canadese (Saigon, n. 1968)

## Slittinisti(1)
- Kim Layton, ex slittinista statunitense (San Luis Obispo, n. 1942)

## Sollevatori(1)
- Thạch Kim Tuấn, sollevatore vietnamita (Distretto di Hàm Tân, n. 1994)

## Tastieristi(1)
- Kim Bullard, tastierista statunitense (Atlanta, n. 1955)

## Tenniste(4)
- Kim Clijsters, ex tennista belga (Bilzen, n. 1983)
- Kim Jones, ex tennista statunitense (Columbus, n. 1957)
- Kim Sands, ex tennista statunitense (n. 1956)
- Kim Steinmetz, ex tennista statunitense (Saint Louis, n. 1957)

## Tennisti(1)
- Kim Warwick, ex tennista australiano (Sydney, n. 1952)

## Tiratrici a segno(1)
- Kim Ye-ji, tiratrice a segno sudcoreana (Danyang, n. 1992)

## Tuffatrici(1)
- Kim Su-ji, tuffatrice sudcoreana (Seul, n. 1998)

## Ultramaratonete(1)
- Kim Allan, ultramaratoneta neozelandese (n. 1966)

## Velociste(2)
- Kim Gevaert, ex velocista belga (Lovanio, n. 1978)
- Simmone Jacobs, ex velocista britannica (n. 1966)

## Velocisti(1)
- Kim Collins, ex velocista nevisiano (Ogee's, n. 1976)

## Violiste(1)
- Kim Kashkashian, violista statunitense (Detroit, n. 1952)

## Wrestler(1)
- Anna Minoushka, wrestler canadese (n. 1984)

## Senza attività specificata(1)
- Kim Raisner, ex pentatleta tedesca (Berlino, n. 1972)